# جان کراموند
جان کراموند (انگلیسی: John Crammond; ۵ ژوئیهٔ ۱۹۰۶ – ۱۸ سپتامبر ۱۹۷۸) از برندگان مدال‌های بازی‌های المپیک زمستانی و خلبان اهل بریتانیا بود.